# Mégalithes du Carrefour de la Grande Lune
Les mégalithes du Carrefour de la Grande Lune, appelés aussi ensemble mégalithique du Banc de la Lune, sont un ensemble mégalithique énigmatique situé au lieu-dit du Carrefour de la Grande Lune, au sud de la forêt de Liffré, dans le département français d'Ille-et-Vilaine.

## Description
L'ensemble est composé d'une trentaine de blocs quartz filonien dont sept, d'une hauteur moyenne de 0,90 m, forment un arc de cercle ouvrant au sud, d'un diamètre d'environ 5 m. Dix autres blocs, de moindre taille, doublent cet arc de cercle par l'arrière tel un mur de parement sur une largeur comprise entre 1,80 m côté ouest et 1,20 m côté est. Un parement de petits blocs de quartzite, formant un genre de banc, relie les deux extrémités de l'arc.
Sur une carte postale datant du début XXe siècle, il apparaît que d'autres gros blocs de quartz reposaient sur les sept blocs principaux de l'arc. La nature de cet ensemble incertain demeure inconnue.